# Deksametazon
Deksametazon – organiczny związek chemiczny, syntetyczny glikokortykosteroid o silnym i długotrwałym działaniu przeciwzapalnym, przeciwalergicznym (około 30-krotnie przewyższającym hydrokortyzon) i immunosupresyjnym. Ma silne działanie przeciwobrzękowe w obrzęku mózgu pochodzenia naczynioruchowego, w nowotworach mózgu, po urazach głowy, a także po zabiegach neurochirurgicznych. Bywa stosowany doraźnie w celu profilaktyki i łagodzenia objawów choroby wysokościowej. W czerwcu 2020 roku Uniwersytet Oksfordzki ogłosił wyniki badań wskazujące na jego skuteczność w łagodzeniu ciężkich komplikacji oddechowych związanych z COVID-19, wynikającą z hamowania szkodliwej nadaktywności układu odpornościowego.

## Działanie
Zmniejsza gromadzenie się leukocytów i ich adhezję do śródbłonka, hamuje proces fagocytozy i rozpad lizosomów, zmniejsza liczbę limfocytów, eozynofili, monocytów, blokuje zależne od IgE wydzielanie histaminy i leukotrienów. Hamuje syntezę i uwalnianie cytokin: interferonu g, interleukin IL-1, IL-2, IL-3, IL-6, TNF-a, GM-CSF. Hamując aktywność fosfolipazy A2 poprzez lipokortynę, nie dopuszcza do uwalniania kwasu arachidonowego, a w konsekwencji do syntezy mediatorów zapalenia (leukotrienów i prostaglandyn). Hamuje przepuszczalność naczyń kapilarnych, zmniejsza obrzęk. Praktycznie nie wykazuje działania mineralokortykosteroidowego, dlatego może być stosowany, gdy w przewlekłym leczeniu prednizonem występuje nadciśnienie tętnicze lub obrzęki. Wpływa na gospodarkę węglowodanową, białkową (zwiększa katabolizm, stężenie glukozy, mocznika i kwasu moczowego we krwi), nasila lipolizę i wpływa na redystrybucję tłuszczu w ustroju. Stosowany długotrwale prowadzi do centralnego rozmieszczenia tkanki tłuszczowej. Zmniejsza wchłanianie wapnia z przewodu pokarmowego oraz zwiększa wydalanie z moczem jonów wapnia. Nasila resorpcję i upośledza tworzenie kości.
Wykorzystywany w diagnostyce endokrynologicznej z uwagi na specyficzną zdolność hamowania czynności kory nadnerczy. Po podaniu p.o. jego dostępność biologiczna wynosi 78%. Po podaniu i.v. osiąga stężenie maksymalne w surowicy po 10–30 min, a po podaniu i.m. po 60 min. Wiąże się z białkami osocza w 68%. t1/2 wynosi ok. 190 min. Stosowany miejscowo prawie nie wchłania się do krwi.

## Wskazania
Wskazania do stosowania deksametazonu:
- ostre stany zagrożenia życia wymagające podania glikokortykosteroidów, np. obrzęk mózgu, wstrząs, stan astmatyczny i astma oskrzelowa, obrzęk krtani i strun głosowych, nieżyt oskrzeli, przełom w chorobie Addisona
- bakteryjne zapalenie opon mózgowych
- ropień mózgu
- erytrodermia i inne rozległe, poważne, ostre choroby skóry wrażliwe na działanie glikokortykosteroidów (w początkowym etapie leczenia)
- toczeń rumieniowaty i inne choroby autoimmunologiczne (w początkowym etapie leczenia)
- poważny przebieg reumatoidalnego zapalenia stawów
- stany toksyczne w przebiegu gruźlicy, duru brzusznego i in. ciężkich chorób zakaźnych (jako uzupełnienie leczenia przeciwdrobnoustrojowego)
- leczenie paliatywne w chorobach nowotworowych
- wrodzony przerost nadnerczy u dorosłych
- nudności i wymioty pooperacyjne lub związane z terapią przeciwnowotworową
- w okulistyce:
  - ostre i przewlekłe alergiczne i zapalne choroby gałki ocznej, leczenie uszkodzeń rogówki[11]
  - po zabiegach chirurgicznych w celu ograniczenie reakcji zapalnych oraz w zapobieganiu odrzuceniu przeszczepu[11]
  - leczenie obrzęku plamki, zaburzeń widzenia, stanów zapalnych[12]

## Postacie
Preparat prosty dostępny jest w Polsce jest w postaci tabletek, iniekcji dożylnych i domięśniowych, aerozolu do rozpylania na skórę, kropli do oczu, implantu do ciała szklistego. Dostępne w Polsce preparaty złożone produkowane są w formie maści, kropli do oczu i aerozolu.

## Deksametazon w diagnostyce chorób nadnerczy
Deksametazon używany jest m.in. w diagnostyce zespołu Cushinga, choroby Cushinga oraz ektopowego wydzielania ACTH w tzw. testach dynamicznych:
- Nocny test hamowania deksametazonem – test polega na podaniu 1 mg deksametazonu o godzinie 24 i zbadanie porannego poziomu kortyzolu, którego stężenie w wyniku testu powinno wynosić poniżej 5 μg/dL (140 nmol/l)
- Dwudniowy test hamowania deksametazonem

## Działania niepożądane
- nadmierne otłuszczenie twarzy tzw. twarz księżycowata
- nagromadzenie tkanki tłuszczowej na szyi i tułowiu
- przyrost masy ciała i w następstwie otyłość
- rozstępy na skórze o barwie purpurowo-czerwonej
- zaburzenia emocjonalne
- nadciśnienie tętnicze
- osteoporoza
- cukrzyca lub nieprawidłowa tolerancja glukozy
- osłabienie siły mięśniowej związane z zanikiem tkanki mięśniowej spowodowane katabolicznym działaniem glikokortykosterydów
- charakterystyczna budowa ciała – otłuszczenie twarzy i tułowia i chude kończyny górne i kończyny dolne
- u dzieci – opóźnienie wzrostu kostnego z następową karłowatością
- psychozy[potrzebny przypis]

## Przeciwwskazania
- choroba wrzodowa żołądka i dwunastnicy
- osteoporoza
- choroby wirusowe
- choroby grzybicze
- gruźlica
- ostra niewydolność nerek
- nie stosować w okresie ciąży i karmienia piersią[potrzebny przypis]

## Interakcje
Deksametazon osłabia działanie leków przeciwzakrzepowych i hipoglikemizujących. Nasila działanie toksyczne glikozydów naparstnicy, w skojarzeniu z lekami moczopędnymi zwiększa utratę potasu z moczem. Równoczesne stosowanie niesteroidowych leków przeciwzapalnych powoduje zwiększenie ryzyka wystąpienia krwawień z przewodu pokarmowego. Barbiturany, glutetimid, leki przeciwpadaczkowe i przeciwhistaminowe, ryfampicyna oraz efedryna osłabiają działanie deksametazonu, a estrogeny je nasilają.

## Ciąża i laktacja
Kategoria C. Ostrożnie w okresie karmienia piersią.

## Dawkowanie
Dawkowanie deksametazonu jest indywidualne, zależy od schorzenia i stanu pacjenta. U dorosłych stosuje się dawki 0,5–16 mg na dobę w kilku dawkach podzielonych, stosując się do dobowego rytmu wydzielania kortykosterydów.

## Preparaty

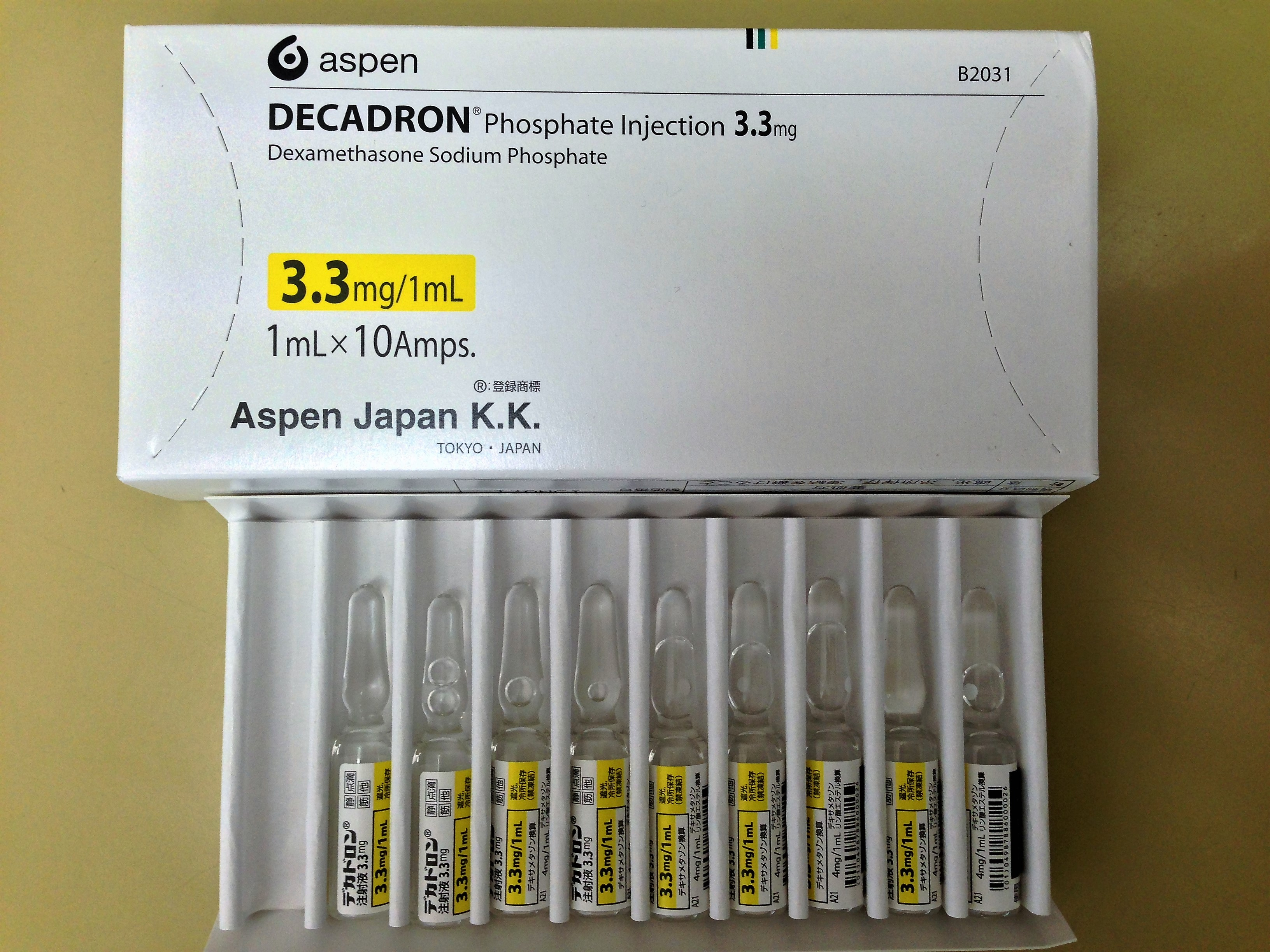
Preparat deksametazonu przeznaczony do iniekcji

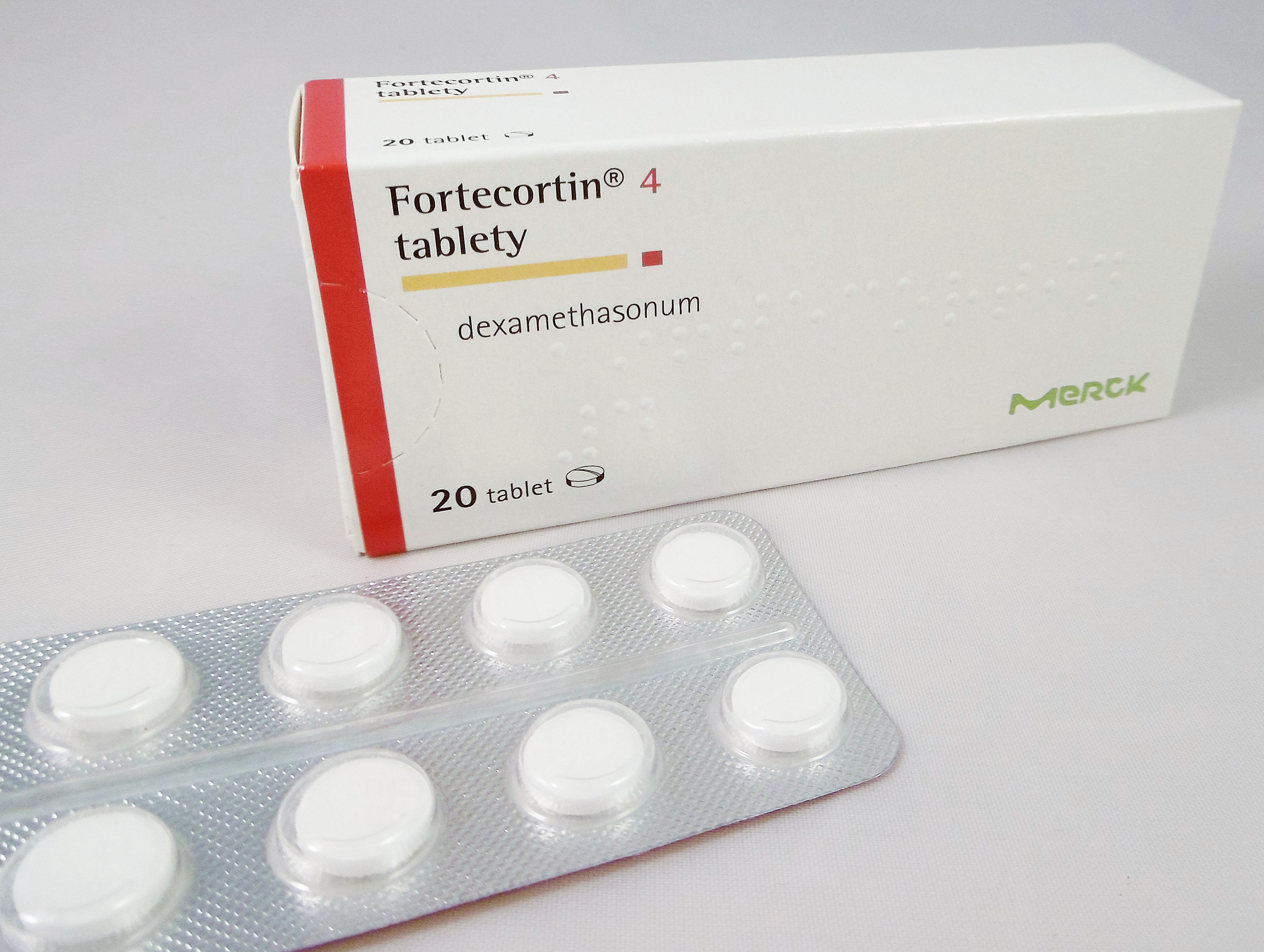
Deksametazon w tabletkach

W Polsce dostępny (2021) jako:
- preparaty proste: Demezon, Dexamethason, Dexamethasone, Dexamethasone phosphate, Dexapolcort, Dexaven, Ozurdex, Pabi-Dexamethason
- preparaty złożone: Dexadent (deksametazon + framycetyna + polimyksyna B), Dexamytrex (deksametazon + gentamycyna), Dexapolcort N (deksametazon + neomycyna), Maxitrol (deksametazon + neomycyna + polimyksyna B), Mybracin i Tobradex (deksametazon + tobramycyna)